# Buteo platypterus
La poiana alilarghe (Buteo platypterus Vieillot, 1823) è un uccello della famiglia degli Accipitridi dell'ordine degli Accipitriformi.

## Sistematica
Buteo platypterus ha sei sottospecie:
- B. platypterus platypterus
- B. platypterus antillarum
- B. platypterus brunnescens
- B. platypterus cubanensis
- B. platypterus insulicola
- B. platypterus rivierei

## Distribuzione e habitat
Durante l'estate questo uccello è diffuso in quasi tutto il Nordamerica orientale, fino all'Alberta e al Texas; in inverno, però, migra verso le regioni calde del sud, dal Messico al Brasile meridionale. Molte delle sottospecie dei Caraibi sono endemiche della regione e sono stanziali.

## Galleria d'immagini

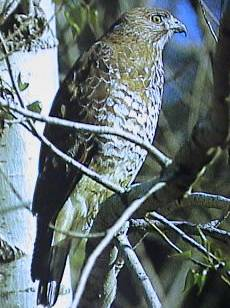